# Ermita de Nuestra Señora de los Santos
La ermita de Nuestra Señora de los Santos es una ermita de España situada en el municipio madrileño de Móstoles. Fue declarada Bien de Interés Cultural con la categoría de monumento el 6 de octubre de 1994.

## Descripción

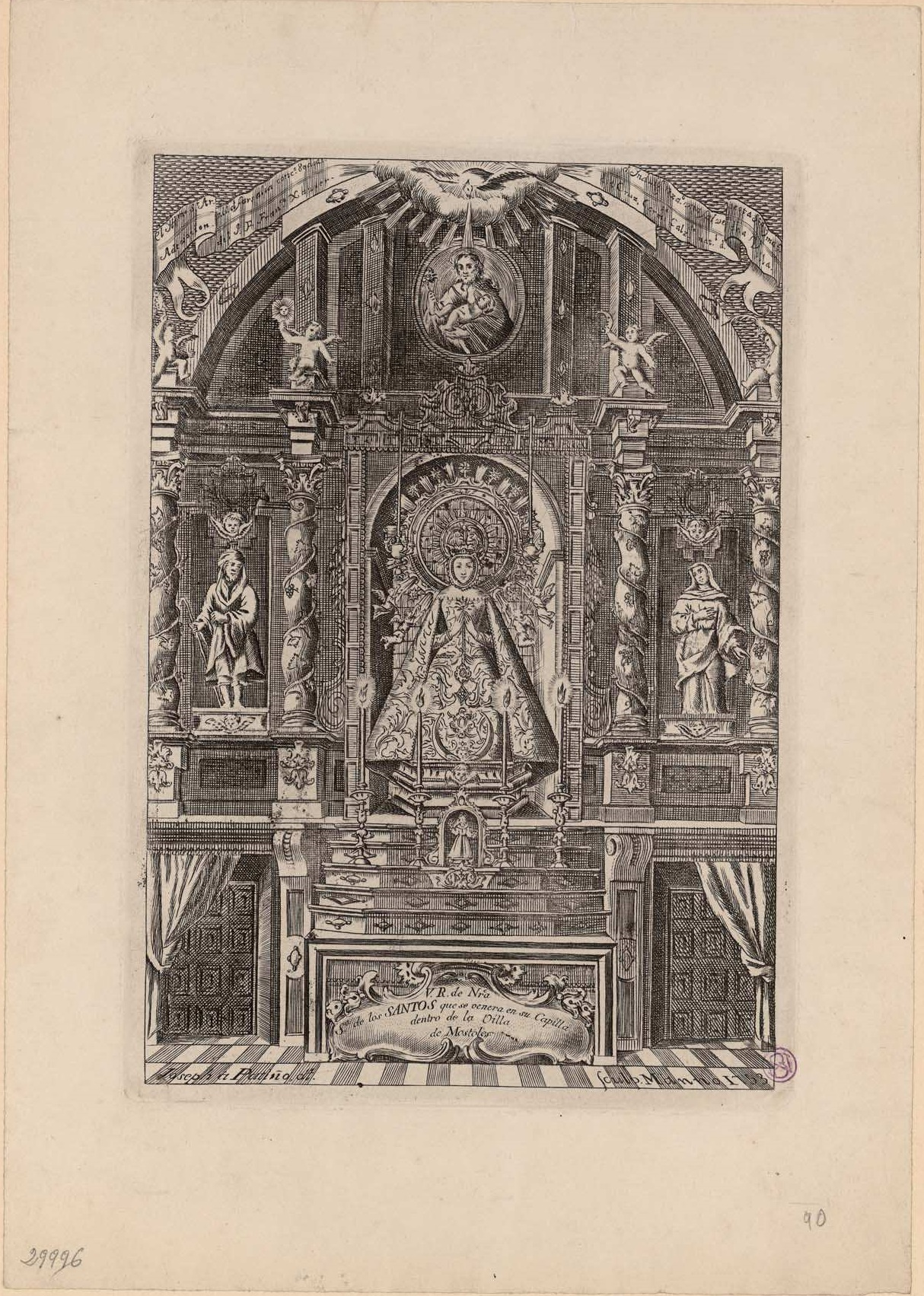
El retablo de Nuestra Señora de los Santos según un grabado calcográfico firmado en 1753 por José Patiño, Biblioteca Nacional de España.

La ermita fue construida en el siglo xvii sobre una antigua casa de los Rojas. Fue reedificada bajo las órdenes de Cristóbal Rodríguez de Jarama, entre 1680 y 1688. Su planta es de una sola nave con pilastras toscanas al interior. La nave se cubre con bóveda de cañón con lunetos, el crucero con cúpula con mutillos o modillones con brazos cortos. La edificación se ejecuta con muros de ladrillo y cajones de mampostería. Tiene dos portadas, una a los pies, adintelada y reformada, con herrajes del siglo xviii y otra en el lado del Evangelio también con herrajes del siglo xviii.
El retablo mayor es una obra barroca de la segunda mitad del siglo xviii, dentro de los esquemas del barroco de Churriguera. Se trata de un retablo de los llamados «de camarín», con dos parejas de columnas salomónicas que lo flanquean. La ermita cuenta con un pequeño grupo escultórico en barro cocido policromado del siglo xvii, atribuido a la escultora de cámara de Carlos II y Felipe V: Luisa Roldán, conocida como «La Roldana».